# Kanton Ressons-sur-Matz
Kanton Ressons-sur-Matz (fr. Canton de Ressons-sur-Matz) byl francouzský kanton v departementu Oise v regionu Pikardie. Skládal se z 24 obcí. Zrušen byl po reformě kantonů 2014.

## Obce kantonu
- Antheuil-Portes
- Baugy
- Belloy
- Biermont
- Boulogne-la-Grasse
- Braisnes
- Conchy-les-Pots
- Coudun
- Cuvilly
- Giraumont
- Gournay-sur-Aronde
- Hainvillers
- Lataule
- Margny-sur-Matz
- Marquéglise
- Monchy-Humières
- Mortemer
- Neufvy-sur-Aronde
- La Neuville-sur-Ressons
- Orvillers-Sorel
- Ressons-sur-Matz
- Ricquebourg
- Vignemont
- Villers-sur-Coudun